# Magere Brug
Die Magere Brug („Magere Brücke“) ist eine der wenigen noch erhaltenen hölzernen Holländerbrücken. Sie geht über den Fluss Amstel im Zentrum von Amsterdam. Sie verbindet die Ufer der Amstel auf Höhe der Kerkstraat (Kirchenstraße), zwischen der Keizersgracht („Kaisergracht“) und der Prinsengracht („Prinzengracht“). Die Magere Brug ist eine Ziehbrücke, die mittels eines Kettenzugs in der Mitte auseinandergeklappt werden kann. Sie besteht aus weiß gestrichenem Holz, wurde 1691 gebaut und 1871 erneuert, weil sie zu schmal war. Die letzte große Renovierung fand 1969 statt. Bis 2003 war sie für alle Formen des Straßenverkehrs freigegeben, nach einer Reparatur und Restaurierung passieren derzeit ausschließlich Fahrradfahrer und Fußgänger die Brücke. Mehrmals am Tag wird sie hochgeklappt, um größere Schiffe passieren zu lassen; Rundfahrtboote können auch unter der geschlossenen Brücke durchfahren. Alle Brücken in Amsterdam sind durchnummeriert, die Magere Brug trägt die Nummer 242.
Die Brücke ist mit 1200 Glühlampen dekoriert, die abends eingeschaltet werden. Jährlich findet am Jahrestag des Tages der Befreiung (niederländisch: bevrijdingsdag) an der Brücke ein Konzert statt, bei dem zumeist der König anwesend ist. Auch in zahlreichen Filmen ist diese Brücke zu sehen, so zum Beispiel in dem James-Bond-Film Diamantenfieber aus dem Jahre 1971. Beim Amsterdam Light Art Festival 2012 wurde die Stadtikone inszeniert durch die international anerkannte niederländische Lichtkünstlerin Titia Ex.

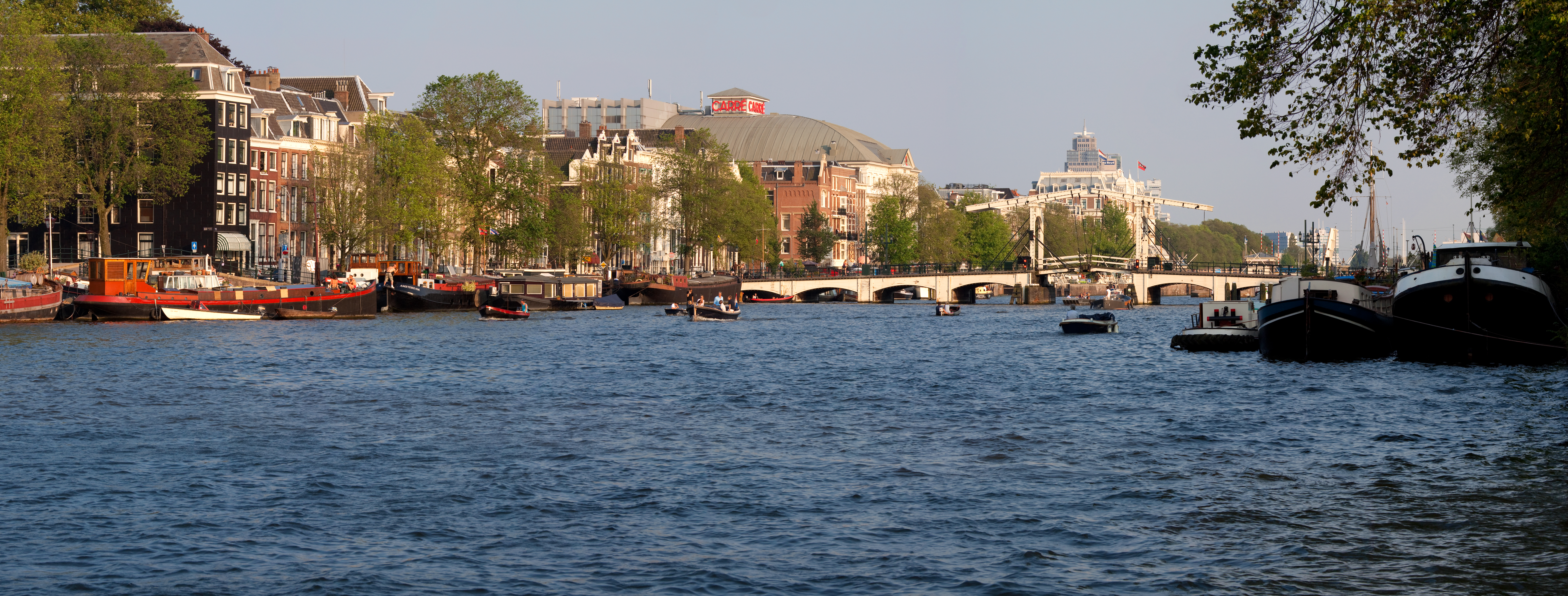
Panorama der Amstel mit der Magere Brug
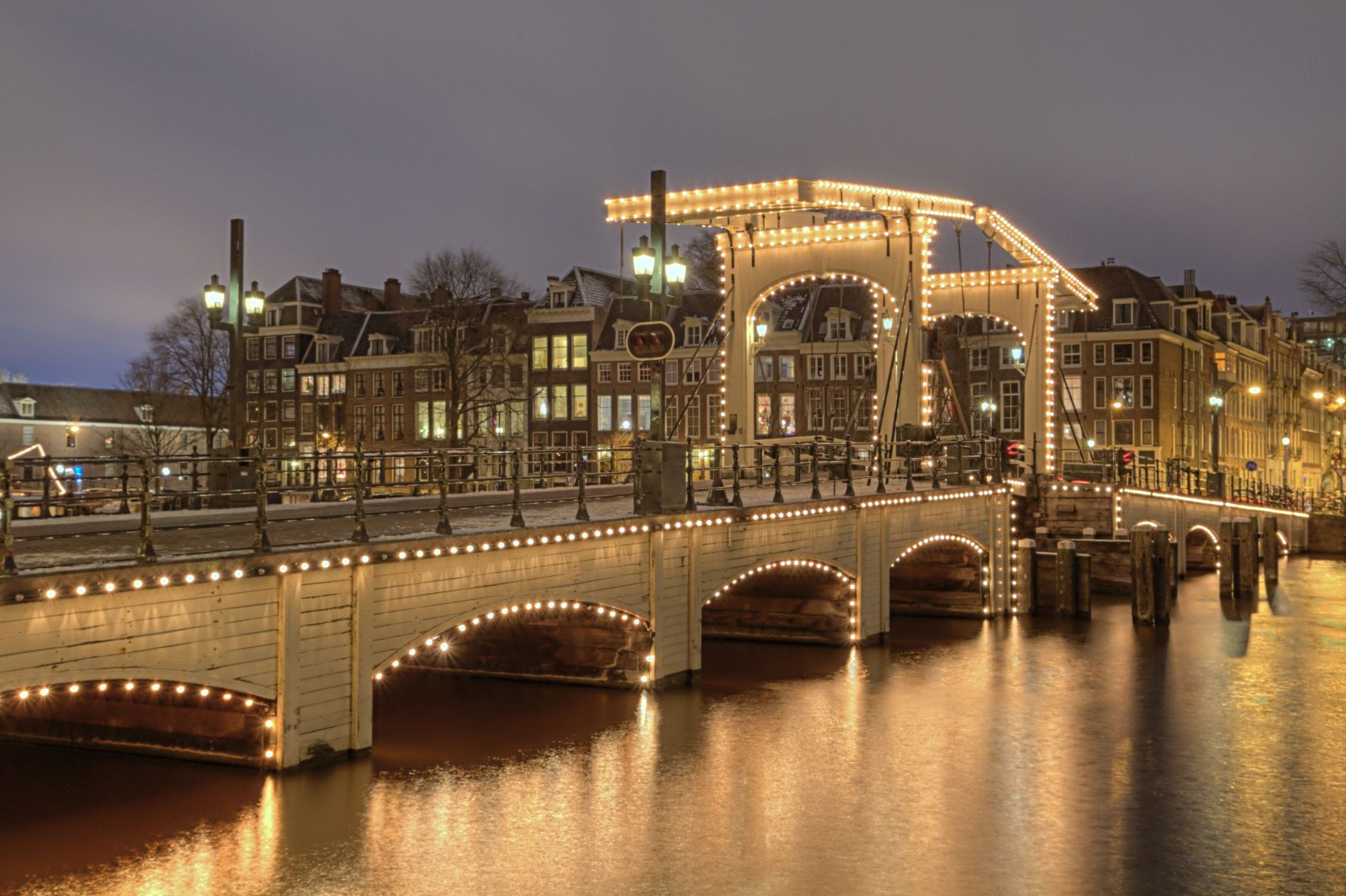
Nächtliche Beleuchtung der Magere Brug
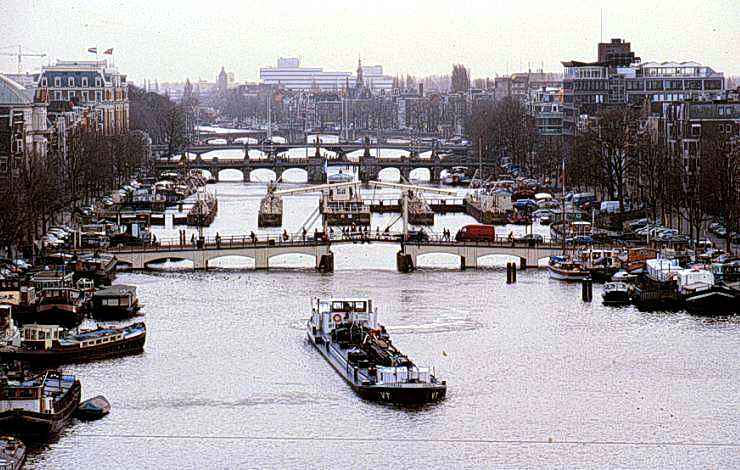
Die Magere Brug an der Kerkstraat sowie weitere Amstelbrücken
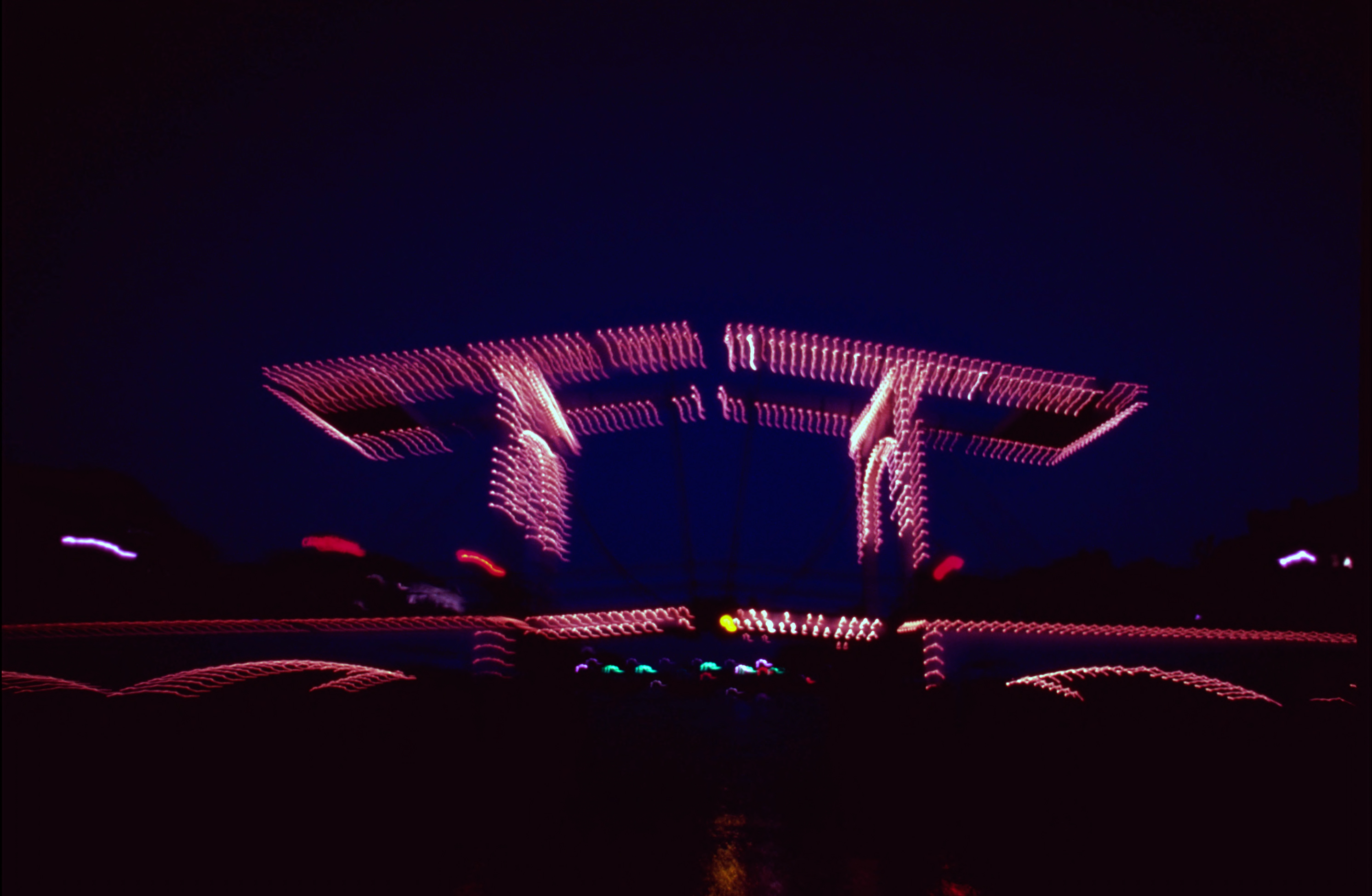
Magere Brug Amsterdam, 1988